# نظير الحمض النووي

الحمض النووي الريبي مع قواعده النووية إلى اليسار والحمض النووي إلى اليمين.

نظير الحمض النووي هو مركب مماثل (مشابه من الناحية الهيكلية) للحمض النووي الريبوزي والحمض النووي الريبوزي منقوص الاكسجين الموجود بشكل طبيعي، ويستخدم في الطب وفي أبحاث البيولوجيا الجزيئية. الحمض النووي هو سلسلة من النيوكليوتيدات، والتي تتكون من ثلاثة أجزاء: العمود الفقري للفوسفات، وسكر البنتوز، إما الريبوز أو الديوكسيريبوز، وواحد من أربع قواعد نووية .
قد يتم تغيير أي من هذه العناصر التناظرية.  عادةً ما تمنح القواعد النووية التناظرية، من بين أشياء أخرى، خصائص مختلفة للاقتران الأساسي والتكديس الأساسي. تشمل الأمثلة القواعد العامة، والتي يمكن أن تقترن بجميع القواعد الأساسية الأربعة، ونظائرها الأساسية من الفوسفات والسكر مثل حمض الببتيد النووي، والتي تؤثر على خصائص السلسلة (يمكن أن تشكل حمض الببتيد النووي حتى حلزونًا ثلاثيًا ). 
يُطلق على نظائر الحمض النووي أيضًا اسم مضاهئات الاحماض النووية وتمثل أحد الركائز الأساسية لعلم الأحياء الغريبة، وهو تصميم أشكال جديدة للحياة تعتمد على الكيمياء الحيوية البديلة.
تشمل الأحماض النووية الاصطناعية حمض الببتيد النووي والمورفولينو والحمض النووي المقفل، بالإضافة إلى حمض الجليكول النووي وحمض الثريوز النووي وحمض الهيكسيتول النووي. وتتميز كل من هذه العناصر عن الحمض النووي أو الحمض النووي الريبي لموجود بشكل طبيعي عن طريق التغييرات في العمود الفقري للجزيء. ومع ذلك، فقد تم اقتراح أن الجزيء الجيني يتطلب عمودًا فقريًا مشحونًا ليقوم بوظيفته: نظرية الالكتروليتات المتعددة للجين
في مايو 2014، أعلن الباحثون أنهم نجحوا في إدخال اثنين من النيوكليوتيدات الاصطناعية الجديدة إلى الحمض النووي البكتيري، ومن خلال تضمين النيوكليوتيدات الاصطناعية الفردية في وسط الثقافة، تمكنوا من تمرير البكتيريا 24 مرة؛ ولم يصنعوا الرسول أو بروتينات قادرة على استخدام النيوكليوتيدات الاصطناعية. تحتوي النيوكليوتيدات الاصطناعية على حلقتين عطريتين مندمجتين.

## الأدوية
يتم استخدام العديد من نظائر الحمض النووي النيوكليوزيدية كعوامل مضادة للفيروسات أو مضادة للسرطان. يدمج البوليميراز الفيروسي هذه المركبات مع قواعد غير أساسية. يتم تنشيط هذه المركبات في الخلايا عن طريق تحويلها إلى نيوكليوتيدات، ويتم إعطاؤها على شكل نيوكليوتيدات لأن النيوكليوتيدات المشحونة لا يمكنها عبور أغشية الخلايا بسهولة.

## البيولوجيا الجزيئية

التغيرات الشائعة في نظائر النوكليوتيدات

تُستخدم نظائر الحمض النووي في البيولوجيا الجزيئية لعدة أغراض مثل التحقيق في السيناريوهات المحتملة لأصل الحياة من خلال اختبار نظائر مختلفة
يحاول الباحثون الإجابة على سؤال ما إذا كان استخدام الحمض النووي والحمض النووي الريبي في الحياة قد تم اختياره بمرور الوقت نظرًا لمزاياه أو إذا تم اختيارهم عن طريق الصدفة التعسفية؛  كأداة للكشف عن تسلسلات معينة
يمكن استخدام نظائر الحمض النووي المضاهئة لتمييز وتحديد مجموعة واسعة من مكونات الحمض النووي والحمض النووي الريبي بدرجة عالية من الخصوصية والدقة؛  باعتباره إنزيمًا يعمل على ركائز الحمض النووي والحمض النووي الريبي ومضاهئات الأحماض النووية - فقد ثبت أن نظير الحمض النووي المضاهئ لديه القدرة على شق وربط الحمض النووي والحمض النووي الريبي وجزيئات النظائر الأخرى المضاهئة المشابهة لعمل ريبزيمات؛  كأداة مقاومة لتحلل الحمض النووي الريبي؛ دراسة الآليات التي يستخدمها الإنزيم؛ دراسة السمات الهيكلية للأحماض النووية وغيرها.

## نظائر العمود الفقري

### نظائر الحمض النووي الريبي المقاومة للتحلل المائي

التركيب الكيميائي للمورفولينو

للتغلب على حقيقة أن مجموعة هيدروكسي الريبوز 2' التي تتفاعل مع مجموعة هيدروكسي 3' المرتبطة بالفوسفات (الحمض النووي الريبوزي غير مستقر للغاية بحيث لا يمكن استخدامه أو تصنيعه بشكل موثوق)، يتم استخدام نظير الريبوز. نظائر الحمض النووي الريبوزي الأكثر شيوعًا هي الحمض النووي الريبوزي 2'-O-ميثيل المستبدل، والحمض النووي المقفل أو الحمض النووي المجسور والمورفولينو، والحمض النووي الببتيدي.
على الرغم من أن قليلات النوكليوتيدات هذه تحتوي على سكر أساسي مختلف، أو في حالة الريبوزي، بقايا حمض أميني بدلاً من فوسفات الريبوز، إلا أنها لا تزال مرتبطة بالـالريبوزي أو الحمض النووي وفقًا لمزاوجة واتسون وكريك، ولكنها محصنة ضد نشاط النيوكلياز. لا يمكن تصنيعها إنزيميًا ولا يمكن الحصول عليها صناعيًا إلا باستخدام استراتيجية الفوسفوراميديت أو، بالنسبة للريبوزي، باستخدام طرق تخليق الببتيد .

### النظائر البارزة الأخرى تستخدم كأدوات
يتم استخدام ديديوكسينوكليوتيدات في التسلسل. يمتلك نوكليوزيد ثلاثي الفوسفات سكرًا غير قانوني، ديديوكسي ريبوز، الذي يفتقر إلى مجموعة الهيدروكسيل 3' الموجودة عادة في الحمض النووي وبالتالي لا يمكنه الارتباط بالقاعدة التالية.
يؤدي عدم وجود مجموعة الهيدروكسيل 3' إلى إنهاء التفاعل المتسلسل حيث تخطئ بوليميرازات الحمض النووي في أنها ديوكسيريبونوكليوتيد منتظم. نظير آخر منتهي السلسلة والذي يفتقر إلى 3' هيدروكسيل ويحاكي الأدينوزين يسمى كورديسيبين. الكورديسيبين هو دواء مضاد للسرطان يستهدف تكرار الحمض النووي الريبي نظير آخر في التسلسل هو نظير قاعدة نووية، 7-ديزا - جي تي بي ويستخدم لتسلسل المناطق الغنية ب سي جي، بدلاً من ذلك يسمى 7-ديزا-آ تي بي بـ توبرسيدين، وهو مضاد حيوي.

### السلائف إلى عالم الحمض النووي الريب
قد يكون الحمض النووي الريبوزي معقدًا للغاية بحيث لا يمكن أن يكون أول حمض نووي، لذلك قبل ظهور عالم الحمض النووي الريبي، تم تقديم العديد من الأحماض النووية الأبسط التي تختلف في العمود الفقري، مثل TNA والجليكول والببتيد، كمرشحين للأحماض النووية الأولى البدائية.

## النظام المتعامد
لقد تم اقتراح ودراسة إمكانية تنفيذ نظام متعامد داخل الخلايا بشكل مستقل عن المادة الوراثية الخلوية، نظريًا وتجريبيًا، من أجل إنشاء نظام آمن تمامًا،  مع احتمال زيادة إمكانات التشفير.
ركزت عدة مجموعات على جوانب مختلفة:
- العمود الفقري الجديد والأزواج الأساسية كما نوقش أعلاه
- مضاهئات الاحماض النووية بوليميراز التضاعف/النسخ الاصطناعي يبدأ عمومًا من تي 7 بوليميراز[9]
- الريبوسومات (تسلسل 16S مع تسلسل شاين-دالغارنو المتغير مما يسمح بترجمة الرنا المرسال المتعامد فقط مع تسلسل شاين-دالغارنو المطابق) [10]
- الحمض النووي الريبي النقال لترميز الأحماض الأمينية غير الطبيعية. انظر الشفرة الوراثية الموسعة